# あ〜よかった
「あ〜よかった」は、日本のデュオ・花*花のシングル。

## インディーズ盤
「あ〜よかった」は、日本のデュオ・花*花のインディーズ5作目のシングル。

### 概要
- 前作「赤い自転車」から約2か月ぶり、アルバム『11songs』からの先行シングル。
- 今作から販売規格がマキシシングルに移行した。
- 初めてオリコンチャートの圏内にランクインした。
- 1999年（平成11年）にFM802『OSAKAN HOT 100』で週間最高2位（同年の年間チャートでは25位）[1]にランクインした。また、関西で2万枚を売り上げた[2]。
- カップリング曲の作曲を手掛けた菱沼幹太はこじまいづみの夫である。

### 収録曲
1. あ〜よかった
作詞・作曲：こじまいづみ
編曲：パパダイスケ、花花
こじまが友人の結婚式のために制作した楽曲[3]。
Kanadeが2009年に発売したシングル「あーあなたに出逢えてよかった feat. 花*花」はこの楽曲のサビをサンプリングして制作され、メンバーもコーラスで参加した[4]。
2. 植物園北門前
作詞：こじまいづみ
作曲：菱沼幹太
編曲：パパダイスケ、花花
3. アドバイザー (BASEBALL MIX)
作詞・作曲：こじまいづみ
編曲：パパダイスケ、花花
インディーズ2ndシングルのリアレンジバージョン。
4. あ〜よかった (OFF VOCAL MIX)
作曲：こじまいづみ
編曲：パパダイスケ、花花
表題曲のオフヴォーカルバージョン。

### 参加ミュージシャン
花*花
- こじまいづみ：Vocal (#1,2,3)、Additional Keyboards (#1,4)
- おのまきこ：Vocal (#1,2,3)、Piano (#1,4)

Support Musician
- パパダイスケ：Additional Keyboards & Percussion (#1,4)
- 藤井裕：Bass (#1,4)
- 大久保敦夫：Drums (#1,4)
- 伊達弦：Percussion (#1,4)
- 長野昭子：Violin (#1,2,4)
- 豊島奈由美：Violin (#1,2,4)
- 高田豊子：Viola (#1,2,4)
- 上塚憲一：Cello (#1,2,4)

### 収録アルバム
- 11songs (#1)
- 11songs（+4） (#1,2)
- ゴールデン☆ベスト シングル・コレクション (#2)
- Eternal Love〜for Marriage〜 (#1)
- Fleur yuchiku selection (#1)
- SMILE!ごっつ!ひっつ! (#1)

## メジャー盤
「あ〜よかった (setagaya-mix)」（あ〜よかった・セタガヤ・ミックス）は、日本のデュオ・花*花のメジャー1作目（通算7作目）のシングル。

### 概要
- 前作「ずっと一緒に」から8か月ぶり、アルバム『11songs（+4）』と同時発売されたメジャーデビューシングル。
- 表題曲は日本テレビ系列『ダウンタウンDX』のエンディングテーマに起用された。
- 今作で『ミュージックステーション』に初出演を[注 1][5]、年末の『ミュージックステーションスーパーライブ』にも出演を果たした[6]。
- 今作で『第51回NHK紅白歌合戦』に初出場を果たした。
- オリコンチャートでは初登場15位だったものの、その後登場5週目・6週目で最高5位を獲得し、自身初のトップ5入りと年間チャート入りを果たした。また、初の日本レコード協会からゴールドディスク認定を受けている。
- 55万枚を超える売り上げとなった[2]。
- 2022年- 花*花はパルシステムとコラボし、「あ～よかったキャンペーン」を開始し、CMには表題曲が使用されている[7]。

### 収録曲
1. あ〜よかった -setagaya mix- [3:45]
作詞・作曲：こじまいづみ
編曲：パパダイスケ
インディーズ5thシングルの表題曲「あ〜よかった」のリアレンジバージョン。
2. ずっと一緒に [4:11]
作詞・作曲：こじまいづみ
編曲：パパダイスケ
インディーズ6thシングルの表題曲。
3. ひまわりの花 [2:52]
作詞・作曲：こじまいづみ
編曲：パパダイスケ
4. 赤い自転車 [4:30]
作詞・作曲：おのまきこ
編曲：パパダイスケ
インディーズ4thシングルの表題曲。
5. あ〜よかった -instrumental- [3:45]
作曲：こじまいづみ
編曲：パパダイスケ
表題曲のインストゥルメンタルバージョン。
6. ずっと一緒に -instrumental- [4:10]
作曲：こじまいづみ
編曲：パパダイスケ
カップリング曲のインストゥルメンタルバージョン。

### 参加ミュージシャン
花*花
- こじまいづみ：Vocal (#1,2,3,4)
- おのまきこ：Vocal (#1,2,3)、CP-80 (#1,5)、Piano (#2,4,6)、Keyboards (#2,6)、Fender Rhodes (#3)

Support Musician
- パパダイスケ：Electoric Guitar (#1,2,5,6)、Acoustic Guitar (#2,3,4,6)、Programming (#1,5)、Samples & Microwave (#3)、Cavaquinho (#4)
- 白船睦洋：Electoric Bass (#2,6)
- 松永孝義：Acoustic Bass (#3)
- 大久保敦夫：Drums (#2,6)
- 田辺晋一：Percussion (#3)
- 中村岳：Bongo (#4)
- HONZI：Violin (#1,5)
- 横山貴生：Sax (#2,6)
- 松本浩明：Trumpet (#2,6)
- 奥田章三：Fluegelhorn (#4)
- 大迫明：Trombone (#2,6)
- 宗清洋：Trombone (#4)
- 新本由美子：Oboe (#3)
- 熊本尚美：Flute (#3)
- 松前公高：Manipulation (#1,5)
- 1月25日朝の大和川河川敷：Special Noise (#4)

### タイアップ
- 日本テレビ系列トークバラエティ番組『ダウンタウンDX』エンディングテーマ (#1)
- MBS系情報番組『ちちんぷいぷい』エンディングテーマ (#2)
- NHK『みんなのうた』1999年4月,5月度放送曲 (#4)

### 収録アルバム
- 11songs (#4 ALBUM MIX)
- 11songs（+4） (#4 ALBUM MIX)
- 2 souls (#1,2,3)
- FOOT PRINT〜花*花WORKS 2000-2003 (#1,2,3,4 ALBUM MIX)
- ゴールデン☆ベスト シングル・コレクション (#1,2,3,4)
- 2×20 (#1,4 ALBUM MIX & 新車 ver.)
- Heartful Songs (#1)
- HOLIDAY tunes ～おでかけモード (#1)
- A-40 Happy Bridal Songs!! ～ウェディングメモリーをもう1度～ (#1)
- しあわせのうた (#1)
- テッパン-90’s J-POP- (#1)
- A40 ほんわかハッピーソング (#1)
- A40 ハッピー ラブソングス 2 (#1)
- エガオとナミダ 〜あなたに寄り添う、優しい歌〜 (#1)
- #エール～365日をつなぐうた～ (#1)
- LOVE ～もういちど好きになってもいいですか?〜 mixed by DJ和 (#1)

## カバー
- 市井紗耶香・中澤裕子 - 2001年11月29日発売のハロー!プロジェクトのアルバム『FOLK SONGS』に収録。
- 水瀬伊織（釘宮理恵）・双海亜美（下田麻美） - 2011年5月25日発売のアルバム『THE IDOLM@STER MASTER ARTIST 2 -SECOND SEASON- 01 水瀬伊織』『THE IDOLM@STER MASTER ARTIST 2 -SECOND SEASON- 02 双海亜美』に収録。
- fumika - 2014年4月30日発売のシングル『Endless Road』に収録。
- 山田結衣（高橋未奈美） - 2018年6月6日発売のアルバム『「あさがおと加瀬さん。」カバーソング&オーディオドラマアルバム』に収録。